# MTV Movie & TV Awards
Az MTV Movie & TV Awards (szó szerinti fordításban MTV Film és TV-díj; korábban MTV Movie Awards) egy évente átadásra kerülő díj filmek, televíziós műsorok és zenei művek számára, melyet az MTV (Music Television) prezentál. A jelölteket az MTV producerei és ügyvezetői állítják ki, a győztesekről a közönség dönt. A 2017-es díjátadótól kezdve a díjat átnevezték, új elnevezéséhez híven immár televíziós műsorokat is értékelnek vele. Napjainkban a szavazás az MTV hivatalos honlapján keresztül folyik.

## Az esemény
Ellentétben testvérműsorától, az MTV Video Music Awardstól, ami élőben közvetített műsor, az MTV Movie Awards eseményeit egészen 2006-ig előre felvették és pár nappal később került adásba. Az egész műsort teljesen más sorrendben vették fel, mint ahogyan később a közönség látta. Például a műsor házigazdájának összes monológját, illetve a zenei számokat is egymás után vették fel. A sztárok általában csak a saját kategóriáik bejelentésének felvételekor jelentek meg, és egy általános közönségcsoport töltötte fel az épp nem jelen lévő hírességek székeit. A tökéletes vágással az MTV képes volt olyan látványt tárni a közönség elé, ami úgy tűnt, mintha folyamatos élő adás felvételét látnák, ahol a sztárok is a teljes show során jelen vannak. Ez a fajta műsorkészítés lehetővé tette, hogy az illetlen szavakat kivágják a műsorból, és a hírességek számára is egy kényelmesebb mód volt.
2007-ben ez a rendszer megváltozott, az MTV és Survivor producer Mark Burnett átvette Joel Gallentől a díjátadó szervezésének feladatait, és bejelentette, hogy a 2007. évi MTV Music Awards esemény első alkalommal 2007. június 3-án Los Angelesben élőben kerül közvetítésre az MTV csatornán.

## Jelenlegi kategóriák
- Legjobb film (1992–)
- Legjobb színész (1992–)
- Legjobb feltörekvő színész (1992–)
- Legjobb negatív szereplő (1992–)
- Legjobb komikus színész (1992–)
- Legjobb csók (1992–)
- Legjobb küzdelmi jelenet (1996–)
- Legjobb „WTF” jelenet[3] (2009–)
- Legijesztőbb produkció (2005–2006, 2010–)
- Legjobb hős (2006, 2012–

## Múltbéli kategóriák
- Legkívánatosabb színész (1992–1996)
- Legjobb csapat (1992–2006; 2001–ig Legjobb páros)
- Legjobb akciójelenet (1992–2005)
- Legjobb feltörekvő rendező (1992–2002)
- Legjobban öltözött színész (2001–2002)
- Legjobb virtuális produkció (2003)
- Legjobb filmből készült videójáték (2005)
- Legszexisebb színész (2006)
- Legjobb nyári film, amit még nem láttál (2007)
- Legjobb nyári film (2008)
- Legjobb betétdal (1992–2009)
- Legnagyobb szupersztár (2010)
- Legjobb idézet (2011)

## Életmű-díj (Lifetime Achievement Award / MTV Generation Award)
Az MTV három esetben kitalált karakter számára adott át Életmű-díjat: 1992-ben Jason Voorhees (Péntek 13 - széria), 1996-ban Godzilla, majd 1997-ben Csubakka. A díjat 1994-ben Richard Roundtree (Shaft), 1995-ben Jackie Chan, 1998-ban utolsóként Clint Howard kapta meg. '98-ban ez a díj megszűnt, majd 2005-ben megjelent egy hasonló elismerés MTV Generation Award néven. Ennek díjazottjai voltak 2005-ben Tom Cruise, 2006-ban Jim Carrey és Spike Lee, 2007-ben Mike Myers, 2008-ban Adam Sandler, 2009-ben Ben Stiller, 2010-ben pedig Sandra Bullock.

## Paródiák
A MTV Movie Awards események egyik show-eleme az 1993 óta készülő paródiajelenetek, főként az adott év legnépszerűbb filmjeiből, de televíziós műsorokról, korábbi mozifilmekről is készítettek már. Ez lehet hang és videó összeállítás, esetleg az eredeti stáb tagjait más színészekkel cserélik ki (gyakran az adott évi díjátadó esemény házigazdájával). Egyetlen párbeszéd megváltoztatásától (2005) a hosszú paródiajelenetekig – akár akciójelenetek is (2003) – bármi előfordulhat.

## Fordítás
- Ez a szócikk részben vagy egészben  a   MTV Movie Awards című angol Wikipédia-szócikk fordításán alapul.  Az eredeti cikk szerkesztőit annak laptörténete sorolja fel. Ez a jelzés csupán a megfogalmazás eredetét és a szerzői jogokat jelzi, nem szolgál a cikkben szereplő információk forrásmegjelöléseként.